# Бабсьтово (село)
Бабсьтово (рос. Бабстово) — село у Ленінському районі Єврейської автономної області Російської Федерації.
Входить до складу муніципального утворення Бабсьтовське сільське поселення. Населення становить 4465 осіб (2010).

## Історія
Згідно із законом від 26 листопада 2003 року органом місцевого самоврядування є Бабсьтовське сільське поселення.

## Населення
| 2002 | 2010  |
| ---- | ----- |
| 3804 | ↗4465 |